# Дамаскиния (дем Места)
Дамаскиния (на гръцки: Δαμασκηνιά) е село в Гърция, дем Места (Нестос), административна област Източна Македония и Тракия. 

## География
Дамаскиния е разположено южно от село Диалекто (Беклеме) на надморска височина от 118 метра.

## История
Селото е основано след Гражданската война (1946 - 1949).
Селото е част от дем Саръшабан по закона Каподистрияс от 1997 година. С въвеждането на закона Каликратис, Дамаскиния става част от дем Места.
Според преброяването от 2001 година има 21 жители, а според преброяването от 2011 година има 19 жители.
| Година    | 1913 | 1920 | 1928 | 1940 | 1951 | 1961 | 1971 | 1981 | 1991 | 2001 | 2011 | 2021 |
| --------- | ---- | ---- | ---- | ---- | ---- | ---- | ---- | ---- | ---- | ---- | ---- | ---- |
| Население |      |      |      |      |      | 82   | 49   | 53   | 47   | 21   | 19   | 9    |